# قوصر
القَوْصَرُ أو الجورب الكاحِليّ هو نوع من الجوارب غير الطويلة، عادة ما تصل إلى أسفل أو فوق الكاحل. يتم أحيانًا طيّ القواصر أو لفّها.